# Testa di donna
Testa di donna è un affresco staccato frammentario (24x17 cm) di Pisanello, databile al 1431-1432 circa e conservato nel Museo di Palazzo Venezia a Roma.

## Storia
L'opera venne acquistata sul mercato privato nel 1922, con l'ipotesi che si trattasse di un frammento dei perduti affreschi di Pisanello e Gentile da Fabriano in San Giovanni in Laterano. Per quanto si tratti di un'ipotesi suggestiva, essa non è però verificabile in alcun modo, essendo l'unica traccia superstite di tale ciclo un disegno parziale di Borromini, che accenna appena alle scene.
Il tratto morbido e soffuso, oltre al ricercato aspetto cortese della principessa, ne fanno sicuramente un prodotto della migliore cultura tardogotica in Italia, ma a lungo si è disputato se fosse da riferire a Pisanello o Gentile. Solo negli anni sessanta, col ritrovamento degli affreschi scialbati nel Palazzo Ducale di Mantova si è riconosciuta una stringente affinità della dama di Palazzo Venezia con una di quelle che assistono alla battaglia mantovana da un padiglione, di sicura paternità pisanelliana. 

## Descrizione e stile
Il piccolo frammento rappresenta una testa femminile di profilo, leggermente ruotata verso lo spettatore, con un'elegante acconciatura tipica del primo Quattrocento: la fronte rasata molto alta, le ciocche annodate da nastri e la presenza di una fascia all'altezza dell'attaccatura, mentre piccoli riccioli biondi ricadono lungo le tempie e il collo.
Finissimo è il disegno, accuratamente studiato, che incede sul naso appuntito, sul collo slanciato, sulla misura elegantemente rilassata delle palpebre semichiuse. Appena visibile è l'abito azzurrino, in cui si nota l'apertura per la manica intercambiabile.